# Popis hrvatskih veleposlanika u Maleziji
Republika Hrvatska i Malezija održavaju diplomatske odnose od 4. svibnja 1992. Sjedište veleposlanstva je u Kuala Lumpuru.

## Veleposlanici
| Veleposlanik      | Postavljenje       | Opoziv              | Sjedište     |
| ----------------- | ------------------ | ------------------- | ------------ |
| Krešimir Žnidarić | 26. srpnja 1995.   | 10. listopada 1996. | Kuala Lumpur |
| Damir Perinčić    | 20. siječnja 1997. | 1. studenoga 2002.  | Kuala Lumpur |
| Željko Čimbur     | 4. studenoga 2003. | 15. prosinca 2008.  | Kuala Lumpur |
| Željko Bošnjak    | 16. prosinca 2008. | 30. travnja 2014.   | Kuala Lumpur |
| Krešo Glavač      | 5. listopada 2015. |                     | Kuala Lumpur |

## Vanjske poveznice
- Malezija na stranici MVEP-a